# Adunni Ade
Adunni Ade née le 7 juin 1976 dans le Queens, New York, d'une mère germano-américaine et d'un père nigérian de Lagos est une actrice et mannequin nigériane américaine,,,.

## Enfance, éducation et débuts
Adunni Ade est née à Queens, New York, d'une mère germano-irlandaise et d'un père nigérian yoruba,.
C'est une actrice de Nollywood, une réalisatrice et une passionnée de mode. À l'âge d'un an et demi, elle est retournée au Nigeria avec ses parents pour assister à l'enterrement de son grand-père. Elle a grandi dans l'État de Lagos au Nigeria, élevée par son père jusqu'à la fin de son adolescence, puis elle est retournée aux États-Unis pour ses études universitaires.
Elle a étudié à l'école primaire de Chrisland, Opebi, située dans l'État de Lagos, où elle a obtenu son diplôme d'études primaires. Ensuite, elle a passé son examen de fin d'études secondaires (SSCE) à l'école secondaire Bells Comprehensive, à Ota, dans l'État d'Ogun.
Son père, qui réside à Lagos et est également un homme d'affaires prospère, l'a encouragée à poursuivre des études en comptabilité. Adunni Ade a suivi des cours de comptabilité à l'Université du Kentucky. Avant de retourner au Nigeria, elle a travaillé dans le secteur du logement pour l'État du Kentucky, fournissant une assistance à la vie quotidienne, et dans le département d'assurance médicale pour l'État du Maryland, offrant une couverture médicale (Medicare et Medicaid) aux personnes dans le besoin.

## Carrière
Adunni Ade a travaillé dans les secteurs du logement et des assurances aux États-Unis avant de se tourner vers l'industrie du divertissement. Elle s'est aventurée dans le mannequinat et a été présentée dans America's Next Top Model. À son retour au Nigeria, elle décroche son premier rôle à Nollywood en jouant dans le film en yoruba You or I en 2013.
Son court sketch vidéo "Date Gone Bad", sorti sur YouTube en 2014, enregistre plus de 170 000 vues.
Elle figure dans plus de 250 films Nollywood en anglais et en yoruba,.
En 2021, Adunni Ade s'est aventurée dans la production cinématographique avec sa société de production cinématographique Lou-Ellen Clara Company Limited et a lancé son premier film en tant que productrice exécutive soólè avec des acteurs de premier plan dans le pays tels que Sola Sobowale, Femi Jacobs, Meg Otanwa, Shawn Faqua, Lateef Dimeji. Le film a été réalisé par Kayode Kasum. Soólè est sorti en salles le 26 novembre 2021 et a rapporté 10,2 millions de nairas lors de son week-end d'ouverture et 16 millions de nairas lors de sa semaine d'ouverture. Après 9 semaines dans les cinémas, soólè atteint plus de 51 millions de nairas au box-office, ce qui en fait le top 10 des films Nollywood en salles pour 2021. Soólè reçoit en 2022 une nomination AMVCA (Africa Magic Viewer's Choice Award) du meilleur acteur dans une comédie pour Shawn Faqua.
Elle reçoit également son premier prix Yoruba de la meilleure actrice Yoruba pour la cinquième édition des Cool Wealth Awards,,.
Elle reçoit un prix Stella de l' Institut nigérian de journalisme pour ses efforts dans la promotion de la culture nigériane.
En 2017, Adunni Ade devient l'ambassadrice de la marque OUD Majestic.
En 2018, elle écrit et produit son premier film yoruba intitulé : ''Emi Mi – My Soul'', réalisé par Saheed Balogun. Le film mettait en vedette Ibrahim Chatta, D'Marion Young, Sunkanmi Omobolanle et Sola Kosoko.
Plus tard cette année-là, elle produit un autre film dramatique yoruba intitulé : ''Ewa – Beauty'', réalisé par Saheed Balogun et mettant en vedette Ibrahim Chatta, Yinka Quadri, Kunle Omisore et Tayo Sobola. Elle figure dans plus de 100 films au Nigeria, à la fois dans la version anglaise et yoruba de Nollywood.

## Vie privée
Ade est la mère de deux garçons : Ayden Young et D'marion Young,,,.